# Kemenessömjén
Kemenessömjén is een plaats (község) en gemeente in het Hongaarse comitaat Vas. Kemenessömjén telt 631 inwoners (2001).